# Banu Qasi
Banu Qasi, azaz Cassius nemzetsége a vizigót, de az iszlám hitre áttért (muwallad) Cassius gróf legidősebb, Fortún – arabosan Fortún ibn Qasi – nevű fiának leszármazottai által uralt félfüggetlen fejedelemség (taifa) a mórok, illetve keresztények uralta területek között az Ibériai-félsziget északkeleti részén a 8. századtól a 10. század végéig.
Ugyanígy hívták a Fortún, majd leszármazottai által vezetett, a mór és a pireneusi frank területek közé ékelt félfüggetlen (a córdobai kormányzó, később a córdobai emír vazallusaként létező) taifát is a 8. században.

## Földrajzi helyzete
A taifa Banu Qasi taifa az Ebro völgyének fölső szakaszán, a jelenlegi La Rioja és Dél-Navarra területén terült el; fővárosa Tudela volt.

## Történelme
Az Ebro-völgy (illetve Marca Superior legbefolyásosabb muszlim családjainak egyikeként a Banu Qasi dinasztia több más muwallad családdal versengett befolyásának, hatalmának kiterjesztése érdekében. A 8–9. században egymás ellen nem csak más, hasonló helyzetű családokkal fogtak össze bonyolult és cseppfolyós, állandóan változó szövetségi rendszerekben, hanem alkalmanként szövetkeztek Pamplona grófság és Aragónia baszk törzsfőivel, sőt, Pallars, Ribagorça és Barcelona grófjaival, illetve Asztúria királyaival és a córdobai emírekkel is. Ezeket a szövetségeket gyakran dinasztikusan pecsételték meg, pillanatnyi érdekeik szerint házasodva a muszlim vagy keresztény előkelők családtagjaival. A kultúrák keveredésének jeleként a Banu Qasi család egyes tagjai arab (Muhammad, Músza, Abdallah), mások latinos (Awriya, Furtún, Lubb), megint mások baszk (Garshiya) neveket kaptak.
A córdobai emírek, majd kalifák rendszeresen megerősítették a családot birtokaiban és egyúttal garantálták a terület autonómiáját, amikor azonban a családfő túl nagy önállóságra tartott igényt, akkor leváltották, illetve büntető hadjáratokkal térítették jobb belátásra.

### A taifa kialakulása (730 körül)
A taifa ősét, mint a Córdobai Kormányzóság vazallus államocskáját 714-ben alapította Cassius gróf valószínűleg korábbi, a Vizigót Királyságban megvolt grófságának helyén.
A gróf halála után birtokait három fia örökölte; a legnagyobb és legbiztonságosabb, déli részt a legidősebb, Fortún ibn Qasi kapta meg — ez lett Banu Qasi taifa.

### A taifa virágkora (714–862)
778-ban Abu Tavr (Cassius második fia, Huesca ura) és a környező mór területek két további kormányzója fellázadt Abd ar-Rahmán ibn Muávija córdobai emír ellen, és ehhez Nagy Károly frank uralkodótól kértek segítséget. Károly átkelt a Pireneusokon, egyik hadoszlopa ünnepélyesen bevonult Barcelonába, a másik pedig feldúlta Pamplonát. A két sereg Zaragozánál találkozott, a lázadó, önjelölt emírek azonban időközben meggondolták magukat, és Károly ellen fordultak. A város hosszú ostrom után elesett ugyan, de Károlynak ki kellett vonnia utánpótlás nélkül maradt hadait a félszigetről. A sereg utóvédjét és hadtápját a Pamplona kifosztásán feldühödött baszkok az első roncesvallesi csatában megsemmisítették.
788-ban fellázadt és emírré nyilvánította magát Zaragoza kormányzója, Huszajn ibn Jahja — de 789-ben I. Hisám tábornoka, Amrus ibn Júszuf leverte a felkelést. Ezekben a harcokban komoly segítséget kapott
Músza ibn Fortún ibn Qasitól (a név jelentése: Cassius fia Fortún fia Músza), Banu Qasi akkori urától.
798-ban tört ki Bahlul ibn Marzuq zaragozai felkelése, amit ügyesen kihasználva Mutarrif ibn Músza a taifa fennhatóságát Pamplona környékére is kiterjesztette. Ezután azonban a baszk területeket befolyása alá vonni kívánó Frank Birodalom ügynökei meggyilkolták.
Bahlul ibn Marzuq lázadói 800-ban Banu Szalamától elfoglalták Huesca környékét. Ezután I. Hisám córdobai emír Toledóból sereget küldött a felkelés leverésére, és ennek parancsnokává (egyik) kedvenc tábornokát, a Bahlulhoz hasonlóan a környékről származó Amrus ibn Júszufot nevezte ki. Amrus határozott hadmozdulatokkal gyorsan leverte a lázadást; Bahlul elmenekült. Banu Szalamát azonban nem szervezték újra (nem adták vissza a névadó családnak), hanem betagozták a Córdobai Emírségbe. Amrus 802-ben helyőrséget telepített a stratégiailag jelentősnek ítélt Tudelába, és az erősség parancsnokává fiát, Júszuf ibn Amrust nevezte ki.
A fővárosának megszállása miatt elégedetlen Múszá ibn Fortún, Banu Qasi harmadik fejedelme, al-Hakam korábbi szövetségese 802 decemberében már maga is felkelt a központi hatalom ellen, és a lázadáshoz ezúttal is csatlakozott Zaragoza. A felkelők a közeli Pamplona, Álava és Cerdanya keresztény grófjainak támogatásában bíztak, az ismét északra vezényelt Amrus azonban a tőle megszokott eréllyel az újabb felkelést is leverte, miként a 807-es tudelai felkelést is.
A taifa legjelentősebb emírje, Múszá ibn Múszá (Múszá ibn Múszá ibn Qasi) a 820-as évek elejétől féltestvére, Íñigo Arista pamplonai gróf (a későbbi király) szövetségeseként segítette a pamplonai grófság szabadságharcát a Frank Birodalom ellen.
Valószínűleg ő maga is részt vett 824-ben a harmadik roncesvalles-i csatában, amelyben  Pamplona, Aragónia és Banu Qasi hadait összefogva Íñigo Arista megsemmisítő vereséget mért a frankokra. Ezután tovább segítette Íñigót, aki így a Pireneusok több völgyét el tudta hódítani a frankoktól.
840-ben Abdallah ibn Kulayb, Zaragoza kormányzója megtámadta Pamplonát, de Múszá ibn Múszá fellázadt ellene, és a támadás összeomlott. 841-ben (840-ben? 842-ben?), amikor viking fosztogatók támadtak Pamplonára, újra haddal sietett Iñigo Arista segítségére. A csatában szerzett sebétől Iñigo Arista megbénult, ettől fogva régensként fia, a későbbi I. García uralkodott helyette, és ebben nagybátyja, Fortún Íñiguez mint „az ország első lovagja” segítette.
842-ben(?) Múszá ibn Múszá felkelt Córdoba emírje ellen, és szövetségese, a Pamplonai királyság támogatta harcában. II. Abd Al-Rahmán córdobai emír több hadjáratot is vezetett a fellázadt tartományokba, és 843-ban döntő vereséget mért a felkelőkre:
- - Fortún Íñiguez (Iñigo Arista fia) elesett a csatában;
  - Múszá ibn Múszá lovát kilőtték, úgyhogy gyalogosan menekült el néhány kísérőjével;
  - a már béna Iñigo Arista és fia, Galindo Íñiguez is megsebesült; néhány hűséges nemesük mentette ki őket a harcmezőről.

A vereség után a felkelők 844-ben fiaikat, Galindo Íñiguezt, illetve Lubb ibn Múszát küldték Córdobába túsznak, békét kérve. Múszá ibn Múszának meg kellett hódolnia, de nem sokkal ezután újra felkelt, és ezúttal sikeresen. További felkeléssel (felkelésekkel) jelentősen kiterjesztette a taifa határait, és az a 750-es, utolsó felkelés idején már az Ebro völgyének egy meglehetősen nagy részére terjedt ki. Fontosabb városai Tudela mellett:
- Borja,
- Logroño,
- Tarazona,
- Arnedo és
- Calahorra

voltak.
Valamennyi felkelését támogatta a Pamplonai királyság.
Eközben nagyon megromlott Músza ibn Músza és a mindinkább a Frank Birodalom felé orientálódó Asztúria viszonya. Miután frank segélycsapatok érkeztek Asztúriába, a viszály 851-ben fegyveres konfliktussá fajult (valószínűleg Múszá volt a támadó fél), és az első albeldai csatában Banu Qasi legyőzte az asztúriai–frank hadakat.
II. Abd Al-Rahmán 852 elején meghalt, és fia, I. Muhammad egyrészt elismerte Múszát az addig meghódított területek emírjének, másrészt kinevezte Zaragoza, azaz gyakorlatilag Marca Superior kormányzójává.
Ugyancsak a muszlim naptár szerinti 237. esztendőben – tehát 851 végén vagy 852 elején — hunyt el Iñigo Arista. Ezután Pamplona és Banu Qasi viszonya apránként megromlott, ahogy a Pamplonai Királyság mindinkább Asztúria szövetségesévé vált. Az újabb háborúban Pamplona immár Asztúria oldalán és Banu Qasi ellen vett részt, és a keresztény csapatok a (második albeldai csatának is nevezett) Laturce-hegyi csatában döntő győzelmet arattak. Muhammad emír kihasználta Músza meggyengülését és leváltotta harcban megszerzett tisztségeiből. Banu Qasi eredeti határai közé zsugorodott, és a család mintegy évtizednyi időre eljelentéktelenedett — olyannyira, hogy a 862 (Músza ibn Músza halála) és 871 közötti időszakból semmit nem tudunk róla.

## A taifa uralkodói
- Cassius gróf
- Fortún ibn Qasi († ), Cassius legidősebb fia;
- Múszáa ibn Fortún ibn Qasi (Músza ibn Fortún, † ?) Cassius unokája, Fortún fia;
  - Mutarrif ibn Músza († 799), valószínűleg Músza ibn Fortún fia, Pamplona kormányzójaként orgyilkos ölte meg;
  - Fortún ibn Múszá († 801), valószínűleg Músza ibn Fortún fia, nem uralkodott, felkelők ölték meg;
- Múszá ibn Múszá († 862), valószínűleg Músza ibn Fortún fia;
- Lubb ibn Múszá († 875), valószínűleg Músza ibn Músza fia;
- Iszmail ibn Múszá († 889), társuralkodó 875–882, Músza ibn Músza fia
- Muhammad ibn Lubb († 899), társuralkodó 875–882, egyeduralkodó 882–899, Lubb ibn Músza fia;
- Lubb ibn Muhammad († 907), Muhammad ibn Lubb fia;
- Abdallah ibn Muhammad († 915), Muhammad ibn Lubb fia;
- 915–916: interregnum Mutarrif ibn Muhammad és Muhammad ibn Abdallah trónviszályával
- Muhammad ibn Abdallah († 923), Abdallah ibn Muhammad fia;
- Muhammad ibn Lubb († 929), Lubb ibn Muhammad fia.

Muhammad ibn Lubb-bal a dinasztia kihalt.

## Fordítás
Ez a szócikk részben vagy egészben  a   Count Cassius című angol Wikipédia-szócikk ezen változatának fordításán alapul.  Az eredeti cikk szerkesztőit annak laptörténete sorolja fel. Ez a jelzés csupán a megfogalmazás eredetét és a szerzői jogokat jelzi, nem szolgál a cikkben szereplő információk forrásmegjelöléseként.
Ez a szócikk részben vagy egészben  a(z)   Кассий (Бану Каси) című orosz Wikipédia-szócikk ezen változatának fordításán alapul.  Az eredeti cikk szerkesztőit annak laptörténete sorolja fel. Ez a jelzés csupán a megfogalmazás eredetét és a szerzői jogokat jelzi, nem szolgál a cikkben szereplő információk forrásmegjelöléseként.
Ez a szócikk részben vagy egészben  a   Banu Qasi című angol Wikipédia-szócikk ezen változatának fordításán alapul.  Az eredeti cikk szerkesztőit annak laptörténete sorolja fel. Ez a jelzés csupán a megfogalmazás eredetét és a szerzői jogokat jelzi, nem szolgál a cikkben szereplő információk forrásmegjelöléseként.